# Maureen Jennings
Maureen Ann Jennings, OC (* 23. April 1939 in Birmingham, Vereinigtes Königreich) ist eine britisch-kanadische Schriftstellerin bekannt für ihre Detective Murdoch Serie, welche die Grundlage für die Murdoch Mysteries Fernsehserie bildet, an welcher sie als Creative Consultant und gelegentlicher Autor mitgearbeitet hat.

## Biografie
Maureen Jennings wurde 1939 in Birmingham, England, geboren und ist dort aufgewachsen. Sie besuchte die Saltley Grammar School. Ihr Vater fiel im Zweiten Weltkrieg. Mit siebzehn Jahren wanderte sie mit ihrer Mutter nach Kanada aus. Sie erwarb einen Bachelor in Psychologie und Philosophie an der University of Windsor, und einen Master in englischer Literatur an der University of Toronto. Sie unterrichtete zunächst am Ryerson Polytechnical Institute, heute Toronto Metropolitan University, in Ontario im Fachbereich Englisch und arbeitete ab 1972 als Psychotherapeutin. Ihre ersten Erfolge als Autorin erzielte sie mit Theaterstücken. Sie lebt in Toronto.
Jennings ist vor allem als Autorin der Detective Murdoch Serie bekannt, die als Fernsehserie verfilmt wurde. Die Fernsehserie Bomb Girls basiert auf ihrer Idee.

## Ehrungen und Auszeichnungen
Im Jahr 2011 erhielt Jennings den Grant Allen Award für ihre Beiträge zur kanadischen Kriminalliteratur. Im Jahr 2024 wurde ihr der Grandmaster Award der Crime Writers of Canada für ihr Lebenswerk verliehen und im selben Jahr in den Order of Canada mit dem Rang eines Officer aufgenommen.

## Bibliografie

### Fiktion

#### Detective Murdoch Serie
1. Except the Dying (1997)
2. Under the Dragon's Tail (1998)
3. Poor Tom is Cold (2001)
4. Let Loose the Dogs (2003)
5. Night's Child (2005)
6. Vices of My Blood (2006)
7. A Journeyman to Grief (2007)
8. Let Darkness Bury the Dead (2017)

#### Christine Morris Serie
1. Does Your Mother Know? (2006)
2. The K Handshape (2008)

#### Detective Inspector Tom Tyler Serie
1. Season of Darkness (2011)
2. Beware This Boy (2012)
3. No Known Grave (2014)
4. Dead Ground in Between (2016)

#### Paradise Café Serie
1. Heat Wave (2019)
2. November Rain (2020)
3. Cold Snap (2022)
4. March Roars (2024)

### Nicht-Fiktion
1. The Map of Your Mind: Journeys Into Creative Expression (2001)